# 斯特凡诺·波斯蒂廖内
斯特凡诺·波斯蒂廖内（義大利語：Stefano Postiglione，1960年12月7日—），意大利男子水球运动员。他曾代表意大利参加1984年和1988年夏季奥林匹克运动会水球比赛，两届比赛均获得第七名。